# Chambre législative
Ve législature de l'Oliy Majlis
Édifice de la Chambre législative
La Chambre législative de l'Oliy Majlis de la république d'Ouzbékistan (en ouzbek : Oʻzbekiston Respublikasi Oliy Majlisi Qonunchilik palatasi) — appelée simplement Chambre législative (en ouzbek : Qonunchilik palatasi) — est la chambre basse de  l'Oliy Majlis, le parlement bicaméral de l'Ouzbékistan.

## Système électoral

### Actuel
La Chambre législative est composée de 150 sièges pourvus pour cinq ans par un système électoral mixte. La moitié des sièges sont ainsi pourvus au scrutin proportionnel plurinominal avec un seuil électoral de 7 %, et l'autre moitié au scrutin uninominal majoritaire à un tour dans autant de circonscription électorale. Les listes proposées par les partis doivent comporter au moins 40 % de femmes. Pour valider l'élection, la participation dans la circonscription concernée doit franchir le quorum d'un tiers des inscrits sur les listes électorales.

### Historique
Jusqu'à la réforme constitutionnelle adoptée par le référendum du 30 avril 2023, les sièges sont pourvus au scrutin uninominal majoritaire à deux tours dans autant de circonscription électorale. Pour être élu au premier tour, un candidat doit réunir la majorité absolue des suffrages exprimés, à condition cependant que la participation dans la circonscription franchisse le quorum de 33 % des inscrits. À défaut, un second tour est organisé entre les deux candidats arrivés en tête, et celui recueillant le plus de voix est déclaré élu. Les partis politiques doivent s'assurer de présenter aux moins 30 % de femmes,.
Jusqu'en 2009, les candidatures d'indépendants pouvaient concourir aux élections législatives. Depuis, seulement cinq partis dépendants du pouvoir sont officiellement reconnus et peuvent participer aux élections : le Parti libéral-démocrate, le Parti démocrate de la renaissance nationale, le Parti démocratique populaire et le Parti social-démocrate de la justice, auxquels s'ajoute le Parti écologiste,. Entre 2009 et jusqu'aux élections législatives de 2019-2020, ce dernier occupait 15 sièges de droit à la chambre sous le nom de Mouvement écologiste. Cette disposition a entre-temps été supprimée. Ces partis forment ainsi un multipartisme de façade, aucun réel parti d'opposition n'étant reconnu.

## Liste des présidents
| Titulaire              | Début           | Fin             | Parti | Parti | Réf. |
| ---------------------- | --------------- | --------------- | ----- | ----- | ---- |
| Erkin Halilov          | 27 janvier 2005 | 23 janvier 2008 |       | Ind.  | ,    |
| Dilorom Toshmuhamedova | 23 janvier 2008 | 12 janvier 2015 |       | ASDP  | ,    |
| Nurdinjon Ismoilov     | 12 janvier 2015 | en fonction     |       | XDP   | ,    |